# Calyptopsis sistanica
Calyptopsis sistanica (лат.) — вид жуков-чернотелок рода Calyptopsis из трибы Tentyriini (Pimeliinae). Название вида относится к региону Систан, который является северной частью провинции Систан и Белуджистан.

## Распространение
Иран (провинция Систан и Белуджистан).

## Описание
Жуки длиной около 1 см. Новый вид наиболее сходен с C. bazmanica по пунктировке головы, которая состоит из крупных плотных удлиненных точек, и в слегка поперечном пронотуме, но отличается пунктировкой мезовентрита, который образован бобовидными, а не рашпилевидными, регулярно вдавленными ямками с отчетливыми краями (у C. bazmanica мезовентрит по бокам покрыт округлыми ямками), гладкими надкрыльями (морщинистые у C. bazmanica), а также в строении гениталий самок. Вид был впервые описан в 2019 году российскими энтомологами Светланой Николаевной Чиграй (Волобоевой) и Евгением Васильевичем Абакумовым (Санкт-Петербургский государственный университет, Санкт-Петербург).